# Carriere (Micoud)
Carriere es una localidad de Santa Lucía que forma parte del distrito de Micoud.